# Troels Gollander
Troels Gollander (født 1960) er en dansk lærebogsforfatter. Han er uddannet lærer i 1983, men har i en årrække levet af at skrive og holde foredrag. 
Han har primært skrevet lærebøger til geografi og natur/teknologi samt fagbøger til de yngste elever i grundskolen. Men han har også skrevet guidebøger til voksne. Troels Gollander modtog i 2001 Gyldendals Undervisningsmiddelpris og i 2018 Skriverprisen fra Undervisningsministeriet. I 2022 etablerede han eget forlag - Forlaget Meta - der udgiver de anmelderroste bøger om Max og Meta. Troels skriver teksten og Lars-Ole Nejstgaard  tegner alle illustrationerne.  

## Eksterne Kilder og henvisninger
- gollander.dk
- www.forlaget-meta.dk